# تب سرد (فیلم ۱۹۹۵)
تب سرد (به انگلیسی: Cold Fever) و  (به ایسلندی: Á köldum klaka) فیلمی محصول سال ۱۹۹۵ و به کارگردانی فریدریک ثور فریدریکسون است. در این فیلم بازیگرانی همچون ماساتوشی ناگاسه، لیلی تیلور، فیشر استیونس و سیجون سوزوکی ایفای نقش کرده‌اند.